# Kinematografia III Rzeszy

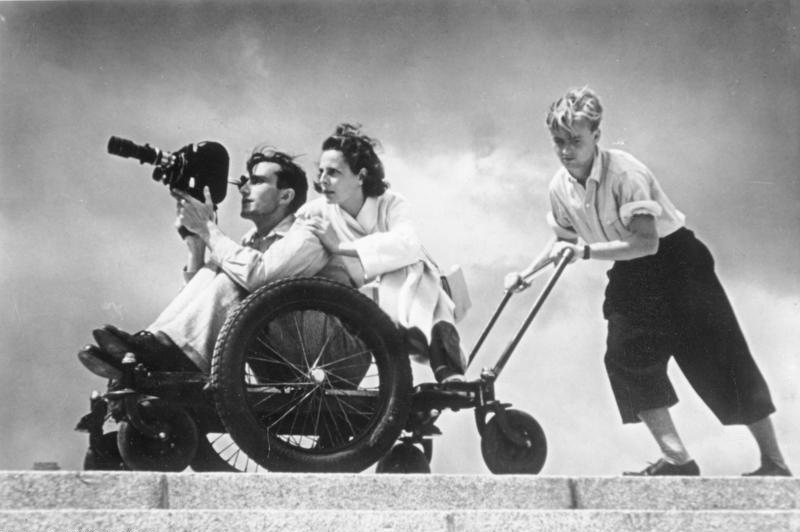
Leni Riefenstahl podczas zdjęć do Olimpiady (1938).

Kinematografia III Rzeszy powstała w 1933 po dojściu do władzy Adolfa Hitlera w Niemczech i służyła głównie do celów propagandowych. Była całkowicie podporządkowana i kontrolowana przez Ministerstwo Propagandy i Oświecenia Publicznego kierowane przez Josepha Goebbelsa. Stworzony przez niego złożony system propagandowy, do swych celów wykorzystywał wiele nowych zdobyczy technologicznych XX wieku, w tym także kino. Naziści uznawali je za bardzo cenny instrument, za pomocą którego mogli wpływać na masy i propagować swoją ideologię. Służyły do tego także stosowne hasła oddziałujące bezpośrednio na ludzkie instynkty i emocje. Wraz z przejęciem władzy przez Hitlera zmieniły się także reguły dotychczas rządzące kinem, w którym nie było już miejsca dla Żydów, a filmy podporządkowano trzem zasadom: wodzostwa, rasy i niemieckiej wspólnoty narodowej.
Z siedemnastu wytwórni filmowych, które istniały w 1939 w Niemczech prym wiodły: UFA, Terra Film, Tobis i Bavaria Film. Najważniejszą z nich była, powstała jeszcze w czasie I wojny światowej UFA.

## Cele nazistowskiej kinematografii

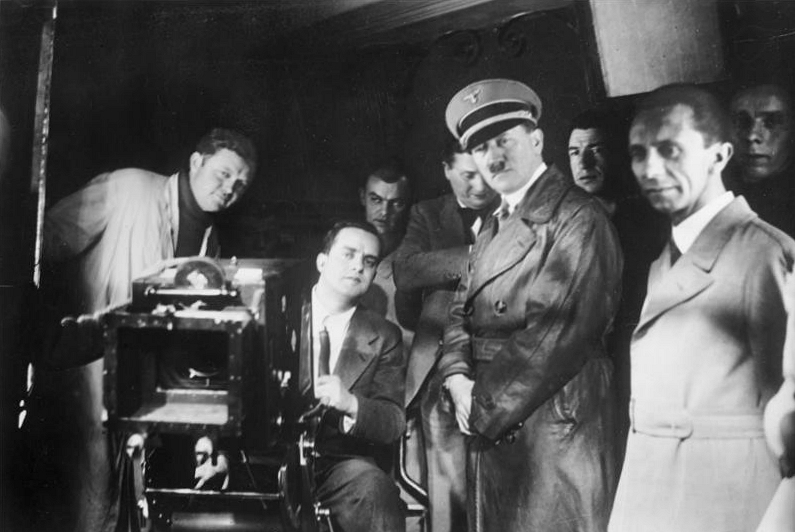
Adolf Hitler i Joseph Goebbels w wytwórni filmowej UFA (1935)

Goebbels, który mianował się „mecenasem niemieckiego filmu” uznał, że narodowe kino, które bawi i wychwala rząd będzie efektywniejszym instrumentem propagandowym niż kino, w którym dominuje NSDAP i jej polityka. Głównym celem nazistowskich działań było promowanie za pomocą filmu eskapizmu, który miał odwracać uwagę społeczeństwa od problemów i podtrzymywać dobre nastroje. Otwarta propaganda zarezerwowana została dla filmów dokumentalnych i kronik filmowych. Dlatego niewiele jest obrazów, których tematem przewodnim jest partia lub jej organizacje (SA, Hitlerjugend lub RAD). Z kolei antysemickie dzieła, takie jak: Wieczny Żyd, który poniósł finansową klapę, czy nieco bardziej wyrafinowany, choć tak samo antysemicki Żyd Süss były w zdecydowanej mniejszości, gdyż przeważało kino rozrywkowe.
Nadzorowaniem produkcji filmowej zajmował się Departament Filmu w Ministerstwie Propagandy, Izba Kultury Rzeszy, Izba Filmowa i wydziału filmu Partyjnego Instytutu Propagandy (Reichspropagandaleitung der NSDAP). Wraz ze stopniowym upaństwawianiem produkcji filmowej i dystrybucji założono profesjonalną szkołę filmową dla politycznie godnych zaufania filmowców (Deutsche Filmakademie Babelsberg) oraz oficjalną organizację (Reichsfilmkammer) zrzeszającą obowiązkowo wszystkich aktorów, filmowców i dystrybutorów. Z kolei obecna już podczas I wojny światowej i w czasach Republiki Weimarskiej, cenzura została jeszcze bardziej rozszerzona i kontroli podlegały już scenariusze będące na bardzo wczesnym etapie pisania. Zakazano też krytyki filmowej i wprowadzono ranking filmów ocenianych pod względem ich wartości. Szczególne produkcje polityczne mogły liczyć na ulgi podatkowe i niskooprocentowane pożyczki z Filmowego Banku Kredytowego (Filmkreditbank).

## Produkcja filmowa

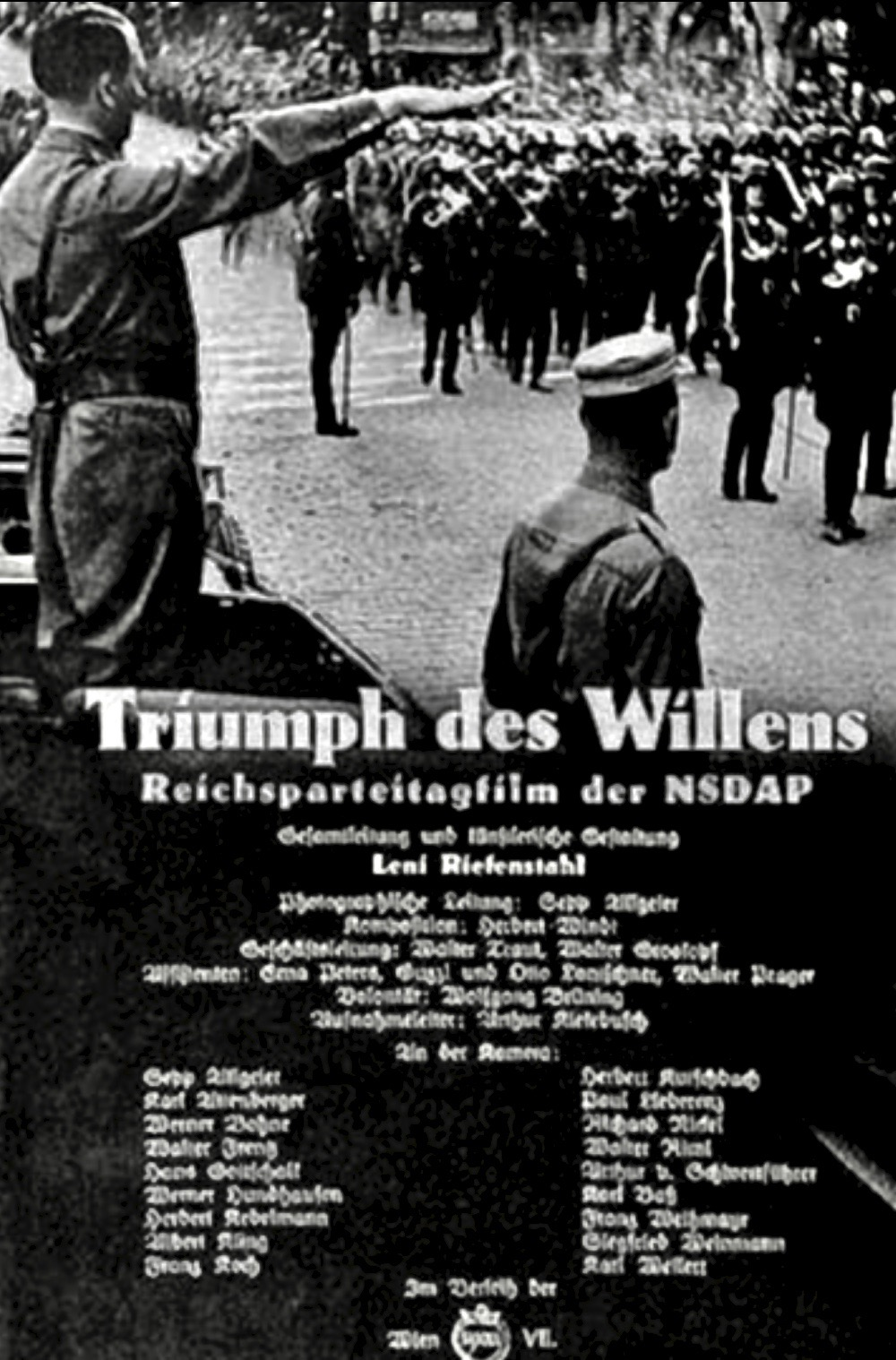
Plakat do filmu Triumf woli (1935) Leni Riefenstahl.

W połowie lat 30. XX wieku niemiecki przemysł filmowy przeżywał najpoważniejszy kryzys w swojej historii. Powodem takiego stanu było po pierwsze to, że wielu zdolnych aktorów i filmowców wyjechało z kraju po dojściu nazistów do władzy. Z kolei niektórzy z tych, którzy pozostali zostało z różnych powodów zakazanych przez nowe władze. Brak tych ludzie spowodował powstanie luki, której przemysł filmowy nie mógł tak łatwo wypełnić. Po drugie pozostali aktorzy i filmowcy dostrzegli okazję, by żądać wyższych pensji, które znacznie powiększały budżety filmowych produkcji. W konsekwencji coraz trudniej zwracały się ich koszty. Po trzecie, eksport niemieckich filmów drastycznie spadł po międzynarodowym bojkocie. W 1933 eksport pokrywał 44% kosztów produkcji filmu, podczas gdy w 1937 było to już tylko 7%. W wyniku tego wiele wytwórni zbankrutowało, co jednak nie przełożyło się na spadek produkcji nowych filmów.
Konsolidacja przemysłu filmowego była bardzo korzystna dla nazistowskich władz, które z jednej strony mogły go wykorzystywać do celów propagandowych, a z drugiej kilka dużych wytwórni było łatwiej kontrolować niż wiele małych. Goebbels posunął się do tego, że poprzez holding Cautio Treuhand wykupywał ich większościowe udziały, by przejmować nad nimi kontrolę. W 1937 Cautio przejęło największą niemiecką wytwórnię filmową UFA i w 1942 połączyło ją z innymi: Terra Film, Tobis, Bavaria Film, Wien-Film i Berlin-Film tworząc tzw. „Ufi-Group”. Dzięki temu praktycznie cały niemiecki przemysł filmowy został upaństwowiony, ale w przeciwieństwie do sytuacji w ZSRR, zachował swój prywatny charakter. Goebbels założył nawet Filmowy Bank Kredytowy, który miał finansować produkcję, jednak fundusze z niego pochodziły od inwestorów prywatnych, a nie z subwencji państwowych. Dlatego też powstające filmy musiały przynosić zyski i spełniać oczekiwania widzów.
W 1941 w kinach pojawił się Wunschkonzert, a rok później Die große Liebe, które okazały się najbardziej dochodowymi filmami III Rzeszy. U schyłku wojny w 1945 Veit Harlan zrealizował film Kolberg – najdroższy obraz nazistowskiej kinematografii, który nie tylko spełniał swoje propagandowe zadanie, ale także dostarczał rozrywki. Ze względu na swoje szczególne znaczenie otrzymał tytuł „Filmu Narodu”, który był najwyższym wyróżnieniem.
Pomimo politycznych ograniczeń i emigracji wielu filmowców, niemieckie kino tego okresu wprowadziło wiele technicznych i estetycznych innowacji (np. filmy kolorowe), które najlepiej były widoczne w pracach Leni Riefenstahl. Jej Triumf woli z 1934 dokumentujący zjazd NSDAP w Norymberdze oraz Olimpiada z 1938 wykorzystywały wiele nowatorskich rozwiązań, które stały się wzorem dla wielu późniejszych filmów.

## Kina
Poza UFA, która posiadała własną sieć kin, nie były one upaństwowione. Większość z 5506 kin, które istniały w 1939 w tak zwanym Altreich („Starej Rzeszy”, bez Austrii i Kraju Sudetów) było małymi przedsiębiorstwami prowadzonymi przez prywatnych właścicieli. Jednakże, wprowadzony przez Izbę Kultury Rzeszy szereg przepisów i regulacji bardzo ograniczał ich działalność. Obowiązkowe stało się wyświetlanie dokumentów i kronik filmowych, a po 1936 zakazano prezentacji filmów zagranicznych.
Żeby zwiększyć propagandowy efekt, pokazy urządzano w dużych salach z dużą liczbą widzów, gdzie uczucie bycia częścią tłumu przygniatało indywidualnego widza. Poza kinami filmy wyświetlano także w wojskowych koszarach, fabrykach, a nawet w odległych wiejskich miejscowościach. Partyjny Instytut Propagandy przeznaczył do tego celu trzysta ciężarówek i dwa pociągi, które wyposażone były w sprzęt do pokazów filmowych.
Z uwagi na swój silny wpływ propaganda filmowa zawsze była priorytetem w Niemczech. Nawet kiedy w 1944 przestały działać szkoły i teatry, kina funkcjonowały do końca wojny. W Berlinie działa przeciwlotnicze często ustawiono, tak żeby chronić miejscowe kina.